# خطوط نورث ويست الجوية الرحلة 1
تحطمت طائرة لوكهيد 14H التابعة لشركة خطوط نورث ويست الجوية Northwest Airlines رحلة رقم 1 ورقم التسجيل (NC17389) على بعد ½ ميل جنوب غرب مطار مدينة مايلز بولاية مونتانا بتاريخ 13 يناير 1939. عدد الموجودين بالطائرة أربعة وقد ماتوا بالحادث جميعا.
رحلة رقم 1 تبدأ من شيكاغو وتنتهي إلى سياتل، واشنطن وتمر على النقاط التالية منيابولس، مينيسوتا وفارغو وبسمارك بداكوتا الشمالية ومايلز وبيلينغز وبوتي بولاية مونتانا وسبوكان. وفي يوم الحادث بدأت الرحلة من مينابوليس وأقلعت الساعة 4:00 مساء بالتوقيت المحلي. ووصلت مايلز بمونتانا الساعة 7:41 مساء لإعادة تعبئة الوقود وأخذ بضائع. وقد تأخر الإقلاع لمدة ساعة بسبب رداءة الطقس بمدينة بيلينغز، حتى أقلعت الساعة 9:14 مساء وبها فقط راكبين. وبعد الإقلاع بقليل وبارتفاع 500 قدم فوق سطح الأرض، بدأت الطائرة بالميلان يسارا وبدأت تفقد الارتفاع والهبوط باتجاه الأرض. بعد ذلك ارتفعت إلى الأعلى بسرعة حادة فوصل ارتفاعها 500 قدم مرة أخرى، فانحرفت مرة أخرى لليسار وهبطت بسرعة متجهة إلى الوادي على بعد ½ ميل جنوب غرب المنطقة.

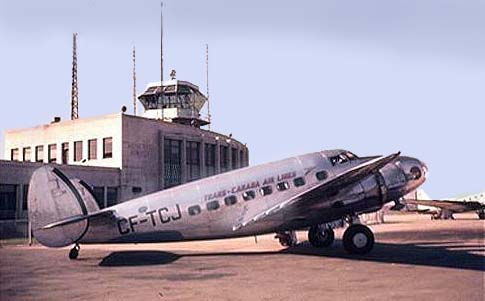
لوكهيد L-14 Super Electra

قرر المحققون بهيئة الطيران المدني -وهي هيئة كانت موجودة قبل وكالة الطيران الفدرالية- بأن نار قوية اندلعت بقمرة القيادة بعد الإقلاع بفترة قصيرة. على الرغم من أن قوة حطام الطائرة قد منعتهم من تحديد بشكل واضح كيفية اندلاع النيران، لكنهم وجدوا أن أشد الأماكن احتراقا هي القريبة من صمام توزيع الوقود وموجود بالقمرة ما بين الطيار ومساعده. فنظام توزيع الوقود بطائرة (Lockheed 14H Super Electra) يحافظ على ضغط ثابت مقداره ½4 باوند، وقد كان هناك عدة تقارير عن تسريب بالقرب من الصمام، لكن مصممي لوكهيد لم يبينوا الطريقة الآمنة لشفط الوقود في حالة التسرب. كما أنه من الصعوبة عمل صيانة أو فحص للصمام بسبب مكانه الصعب.
وقد قررت وكالة الطيران الفيدرالي بوجوب تغيير مكان نظام توزيع الوقود وذلك لتسهيل عمل الفحص والصيانة له وأيضا لتقليل إمكانية حصول أي حريق داخل القمرة بسبب تسريب بالوقود، وقرروا أيضا بوجوب عمل تعديل بخط الوقود وذلك بالسماح بخروج أي تسريب بطريقة آمنة جدا.
حصل هذا الحادث بعد مرور عام كامل على حادث نورث ويست رحلة رقم 2 والتي سقطت بالقرب من بوزيمان بولاية مونتانا. فهذان الحادثان وغيرهما حادثان وقعا عام 1938 قد شككا بمدى الصلاحية الجوية والقدرة التجارية لتلك النسخة من الطائرات، مما حدا ببيع هذا الأسطول من الطائرات والتخلص منه.
رقم الرحلة لا تزال الشركة تستخدمه في خط مانيلا-طوكيو-لوس أنجلوس.